# 쓰시마 진흥국

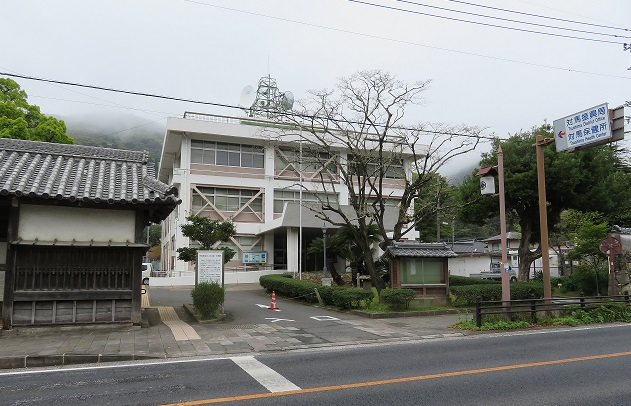
쓰시마 진흥국

실제 소재지 (쓰시마시)

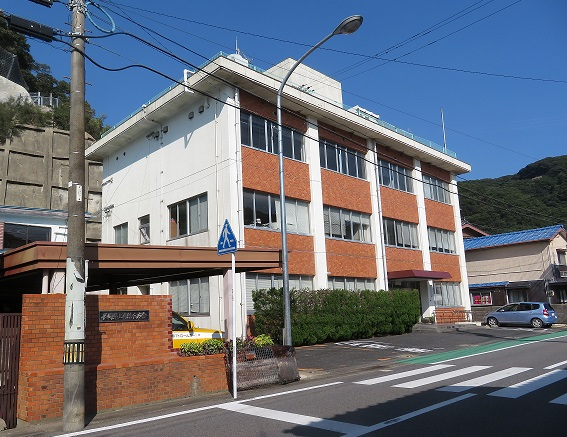
가미아가타 출장소

쓰시마 진흥국(対馬振興局 쓰시마신코우쿄쿠[*], Tsushima Branch of Nagasaki Prefectural Office)은 나가사키현의 쓰시마를 관할하고 있는 출장 기관이다. 쓰시마시 이즈하라마치에 설치되어 있다. 2005년 조직 개편이 성립되기 전까지는 "쓰시마 지청"을, 2009년까지는 "쓰시마 지방국"이라고 표현되었다.

## 소재지
- 〒817-8520 나가사키현 쓰시마시 이즈하라마치 미야다니 224

## 조직
※ 부서에 따라 주소가 약간 다를 수도 있으니까, ( )의 표시가 별도로 나타냄.
- 관리부 : 총무과, 세무과
- 보건부 쓰시마 보건소 : 기획조정과, 위생환경과, 지역보건과
- 농림수산부 : 아래 부서 참조
  - 농업진흥보급과 (쓰시마 농업개량보급센터)
  - 가축위생과 (쓰시마 가축보건위생소)
  - 농림정비부
  - 임업과
  - 수산과
  - 쓰시마 수산업보급지도센터 (미쓰시마마치 구스보 668)
- 건설부
  - 관리과
  - 용지과
  - 도로과
  - 하천방재과
  - 항만어항과
  - 쓰시마 공항 관리사무소

## 같이 보기
- 나가사키현청(일본어판)
- 지청